# أسكا لانغلي سوريو
أسكا لانغلي سوريو ((باليابانية: 惣流・アスカ・ラングレー، بالروماجي: Sōryū Asuka Rangurē)، لفظ الاسم أسْكا لانگلي سوريو)، هي شخصية خيالية في الأنمي نيون جينيسيس إيفانجيليون. فتاة تبلغ من العمر 14 سنة. في سياق القصة، أسكا هو الولد الثاني وقائدة إيفانجيليون الوحدة-02. اسم العائلة Sohryu في موقع غايناكس. في سلسلة أفلام إعادة بناء إيفانجيليون، غُير اسم عائلتها إلى شيكينامي (式波)

## الفكرة

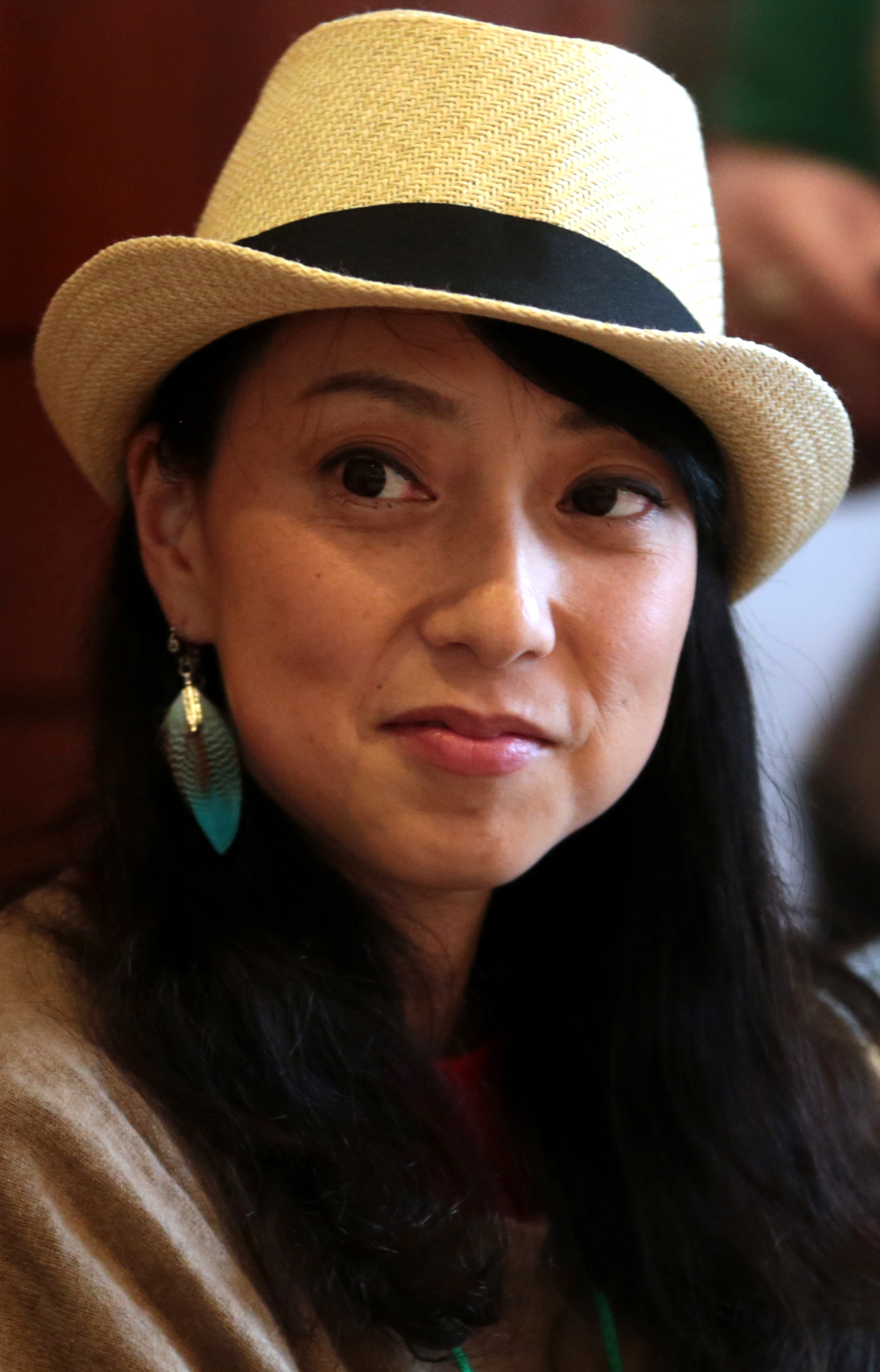
يوكو ميامُرا، مؤدية صوت أسكا التي قالت أن القيام بدور أسكا كان «صعباً للغاية».

الاسم الأخير لأسكا مقتبس من حاملة الطائرات اليابانية من الحرب العالمية الثانية سوريو، واسمها الألماني الأخير مأخوذ من حاملة الطائرات الأمريكية من الحرب العالمية الثانية لانغلي، وأما اسمها الأخير في سلسلة أفلام إعادة بناء إيفانجيليون مأخوذ من اسم المدمرة اليابانية من الحرب العالمية الثانية شيكينامي. اسمها «أسكا» مقتبس من أسكا ساكي (باليابانية: 砂姫 明日香، بالروماجي: Saki Asuka)، الشخصية البطلة في المانغا الفتاة الخارقة أسكا (باليابانية: 超少女明日香، بالروماجي: Chō Shōjo Asuka) التي ألفها شينجي وادا.
قال مصمم الشخصيات يوشيوكي ساداموتو بأن «قام بتصميم الفتاة أسكا لتكون الشخصية الرئيسية»، لكنه أحس بأن ذلك سيكون مشابهاً للأعمال السابقة التي عمل عليها مع أنّو، مثل غنباستر وناديا. اقترح ساداموتو على أنّو أن يجعل الشخصية الرئيسية فتى، حيث سيكون مناسباً أكثر لنوع الميكا.
مع تقدمه في تكوين المسلسل مع أنّو، اعتقد ساداموتو أن أسكا سوف تقوم بدور «المحبوبة في عالم الإيفا». ووصف اعتقاده بأن العلاقة بين أسكا وشينجي ستكون مشابهة لعلاقة جين وناديا في العمل السابق. شخصية أسكا، كما هو الحال مع الشخصيات الأخرى، صممت لتكون مفهومة من أول نظرة.
يوكو ميامُرا، مؤدية صوت أسكا، قالت بأن «أسكا لم تكن الشخصية الأكثر من قلبها التي قابلتها من قبل... في كل مرة أحاول رسم نفسي في توافق أقرب، لم تسمح أسكا لنفسها بالتوافق» معي«... في أحد الأيام، اكتشف أن هناك جداراً في قلب أسكا». بعد ذلك بفترة، قالت ميامُرا بأن القيام بدور أسكا كان «صعباً للغاية»، وأنها في بعض الأوقات «أرادت أن تمحو إيفانجيليون».

## الظهور

### نيون جينيسيس إيفانجيليون
ظهرت أسكا لأول مرة في الأنمي في الحلقة الثامنة; مع وصول إيفانجيليون الوحدة-02 إلى اليابان والمعركة مع الملاك غاغييل، أظهرت أسكا امتلاكها نسبة توافق عالية ومهارات ممتازة كقائدة إيفا، كونها هجومية وواثقة للغاية أثناء المعركة. بعد هزيمتها الأولى على يد زيرويل، بدأت ثقة أسكا بنفسها (و، في المقابل، نسبة توافقها مع الإيفا وتأثيرها كقائدة) بالتضاؤل. وصل ذلك إلى ذروته في الحلقة 22، عندما ظهر أرايل وأسكا، المرهقة بسبب نتائجها الضعيفة باستمرار في اختبارات التوافق، غضبت عندما أمرت بالعمل كاحتياطية ودعم لريه. خالفت أسكا الأوامر وقررت مواجهة الملاك بنفسها، لكنها هُزمت بهجوم نفسي من الملاك، مجبراً أسكا على تذكر طفولتها المؤلمة مما أدى إلى انهيار عقلي. لم تعد أسكا قادرة على قيادة الوحدة-02، وحيث أن قيادتها للإيفا تعني حياتها، فقدت أسكا رغبتها في الحياة وقضت معظم الحلقات الأخيرة من المسلسل في سرير المستشفى في حالة شلل.

### نهاية إيفانجيليون
في نهاية إيفانجيليون، أثناء غزو قوات الدفاع الاستراتيجية اليابانية لنيرف، وضعت أسكا داخل الوحدة-02، التي غمرت داخل بحيرة في الجيوفرونت، من أجل حمايتها. حينما كانت تلقى القنابل البحرية على الوحدة-02، قالت أسكا بأنها لا تريد أن تموت و، في لحظة من الوضوح، أدركت أن روح أمها كانت داخل الإيفا وكانت تحميها طوال الوقت. استعادت أسكا ثقتها بنفسها، ثم اشتبكت وانتصرت على قوات الدفاع الاستراتيجية اليابانية قبل مواجهتها لإيفانجيليون الإنتاج المتسلسل. على الرغم من نجاحها في تعطيل كل الوحدات التسع، ومع نفاد البطارية الداخلية للإيفا؛ إلا أن الطاقة اللامحدودة من محركات S² للإيفا التسع (التي تسمح لها بالبقاء فعالة حتى وإن أصيبت بأضرار جسيمة أو بترت) سمحت لها بتقطيع وتمزيق الوحدة-02 باستخدام نسخ رمح لونغينوس. استعد شينجي بعدها لبدء الاصطدام الثالث، في مشهد غامض، التقى بأسكا، التي تجادلت معه ورفضت مناشداته لجعلها تحبه. - مما قاده إلى شنقها، وبدء الاصطدام الثالث/الاستكمال. حينما رفض شينجي الاستكمال، ظهرت أسكا بجانب شينجي في آخر مشاهد الفيلم، الإصابات التي أصيبت بها في المعركة ضد إيفا الإنتاج المتسلسل مغطاة بالضمادات. شينجي، في حالة نفسية منكسرة، بدأ بشنق أسكا المغمى عليها على ما يبدو، لكنه توقف وبدأ بالبكاء عندما مسحت أسكا وجهه بلطف، بدلاً من مقاومته.

### إعادة بناء إيفانجيليون
في الأفلام الأربعة المعيدة لتمثيل مسلسل الأنمي، ظهرت أسكا لأول مرة في الفيلم الثاني، إيفانجيليون: 2.0 أنت (لا) تستطيع التقدم. طرأت تعديلات عديدة لشخصية أسكا، حيث تغير اسم عائلتها من سوريو (惣流) إلى شيكينامي (式波)، مستكملة التقليد في التسمية بأسماء السفن البحرية اليابانية، وتحمل أسكا رتبة نقيب. أسكا أيضاً لم تعد مفتتنة بكاجي كما في الأنمي، مختارة أن تتجاهل الدعوة للذهاب في رحلة معه إلى أن أجبرتها ميساتو على الذهاب. بالإضافة إلى ذلك، فهي أيضاً قائدة الاختبار لإيفانجيليون الوحدة-03، وليس توجي، قبل النجاة من استيلاء باردييل على الإيفانجيليون. في الفيلم الثالث، ترتدي أسكا عصبة عين.

### في وسائل أخرى
ظهرت أسكا في العديد من مجلات المانغا المقتبسة من الأنمي، التي من بينها مانغا نيون جينيسيس إيفانجيليون ليوشيوكي ساداموتو. الأحداث في هذه المانغا تعكس الأحداث الموجودة في الأنمي مع بعض الاختلافات المظهرية. ظهرت أسكا كشخصية رئيسية في المانغا ومثلت، في معظم فصول القصة، مشابهة لنظيرتها في المسلسل التلفزيوني. ظهرت أسكا في معظم المانغا الجانبية من بينها مشروع تدريب شينجي إيكاري ونيون جينيسيس إيفانجيليون: غاكوين داتينروكو مع تغيير متعددة في الشخصية والوصف.
ظهرت أسكا في العديد من ألعاب الفيديو بجانب شخصيات إيفانجيليون في مثل نيون جينيسيس إيفانجيليون على جهاز نينتندو 64 وفي سلسلة ألعاب الميكا المختلطة سوبر روبوت وورز، حيث غالباً ما تتشاجر مع نظيرها في التهور والذكاء كوجي كابوتو، قائد مازنجر زد ومازنكايزر. تم التلميح في اللعبة إلى أنها طورت علاقات حب مع شخصيات مشهورة مثل تشار أزنابل (في قناع كواترو باغيينا)، وأمورو راي. لكن، في حروب الروبوت الخارق ألفا، غيرة أسكا جعلتها تستولي على باقة أزهار من شينجي يريد إهداءها إلى لين منماي. في حروب الروبوت الخارق ألفا 3، ساعدت أسكا شينجي في الاستيقاظ من حالة بؤسه أثناء المعركة مع إيفانجيليون الإنتاج المتسلسل. بتأكيدها بأنها لا تريد أن تكون مع شخص يريد ببساطة الاستلقاء والموت.

## الاستقبال
في استطلاع لمجلة نيوتايب في مارس 2010، صُوت لأسكا كثالث أشهر فتاة أنمي منذ تسعينات القرن العشرين. إصدار يونيو 2010 من نيوتايب وضع أسكا لانغلي شيكينامي في المركز الثامن في دراستها الشهرية لأفضل عشر شخصيات. وصف أحد النقاد خطأها المصيري ب«الكبرياء المفرطة»، ملاحظاً أن أمها أصيبت بالجنون بعد تجربة الاتصال مع إيفانجيليون الوحدة-02 كما حدث لأسكا عندما عانت من انهيار أو تلوث عقلي أثناء تحدي الملاك ال16 بمفردها.
مشهد قتال أسكا مع إيفانجيليون الإنتاج المتسلسل في نهاية إيفانجيليون تلقى بالتحديد العديد من استقبالاً حسناً بين النقاد الذين أحسوا بأن تلك كانت لحظتها الحاسمة، وإلا فإنها ظلت ساكنة لأغلب لحظات الفيلم.

## روابط خارجية
- أسكا لانغلي سوريو على موقع ميوزك برينز (الإنجليزية)
- أسكا لانغلي سوريو على موقع ديسكوغز (الإنجليزية)